# Министерство обороны Эстонии
Министерство обороны Эстонии, Минобороны Эстонии (эст. Kaitseministeerium) — центральный орган исполнительной власти и военного управления в Эстонии, в сфере управления которого находятся Силы обороны Эстонии, включающие вооружённые силы Эстонии и Кайтселийт, а также другие органы и департаменты.
Минобороны страны является главным (ведущим) органом в системе центральных органов исполнительной власти по обеспечению реализации государственной политики в области обороны. Миссия министерства состоит в защите государственного суверенитета и гарантиях защиты государства от внешних угроз.
Министерство было воссоздано в 1992 году, после восстановления независимости Эстонии. В 1994 году Эстония присоединилась к программе НАТО «Партнерство ради мира», которая стала первым шагом к вступлению в организацию.
Вооружённые силы Эстонии комплектуются в соответствии с Законом об всеобщем военном долге. Юноши от 18 до 28 лет, не имеющие медицинского освобождения, а также являющиеся гражданами Эстонии, обязаны проходить 8 или 11-месячную (отдельные специалисты) службу.
С 18 июля 2022 года ведомство возглавляет Ханно Певкур.

## История

### Революция
Во время Февральской революции, к 15 марта 1917 года, находившиеся в Ревеле (Таллине) органы государственной власти Российской империи прекратили своё существование, а уже с апреля 1917 года в русской армии стали формироваться эстонские национальные воинские части под командованием будущего эстонского генерала Йохана Лайдонера. До конца года в руках эстонцы располагали силами в 4 пехотных полка, резервный батальон, инженерную роту и артиллерийскую бригаду. Параллельно свою агитацию в городах и расквартированных в Эстонии частях русской армии вели большевики. В октябре-ноябре 1917 года в Эстонии шла борьба между большевиками, образовавшими Военно-революционный комитет Эстляндской губернии и Земским советом Эстляндии.
18-20 февраля 1918 года войска 8-й германской армии и Северного армейского корпуса начали наступление в сторону Ревеля. Наступление привело к большому замешательству и хаосу в большевистских ведомствах и воинских частях, что впоследствии привело к краху большевистской власти на территории Эстонии. Наряду с этим, эстонские национально настроенные силы воспользовались вторжением Германии, чтобы добиться создания независимого Эстонского государства, а их национальные подразделения, входившие в состав российской армии, отказались защищать советский режим и, вопреки попыткам разоружения со стороны большевиков, перешли на сторону.

### Военное министерство 1918-1940
24 февраля 1918 года Комитет спасения Эстонии сформировал Временное правительство и самораспустился. В правительство вошёл первый военный министр Андрес Ларка. Однако, на следующий день после этого, 25 февраля 1918 Эстония оказалась под немецкой оккупацией. Временное правительство Эстонии возобновило свою деятельность после ноябрьской революции в Германии 11 ноября 1918 года. 19 ноября германская администрация передала власть в стране временному правительству. А уже 23 апреля 1919 года состоялось заседание эстонского учредительного собрания, в ходе которого было принято решение о роспуске временного правительства, проведении выборов и создании первого правительства Республики Эстония. 8 мая 1919 новоизбранным парламентом сформировано новое правительство. 26 марта 1920 года Отто Штрандман назначен новым военным министром, до этого его функции выполнял Константин Пятс. В тот же день штаб главнокомандующего армией прекратил своё существование как независимый институт и полномочия главнокомандующего были переданы военному министру. В 1929 году военное министерство было переименовано в Министерство обороны. А в 1934 году после государственный переворота, совершенного Константином Пятсом, функции института главнокомандующего были восстановлены, вследствие чего роль министерства обороны была заметно снижена. В 1937 году Министерство обороны снова переименовали в военное. В 1938 году оно состояло из администрации военного обеспечения, управления военного здравоохранения, высшего военного суда и военной магистратуры. Военное министерство было ликвидировано в 1940 году после установления в Эстонии советской власти, а его функции перешли к наркомату обороны СССР. Также была создана марионеточная структура «Министерство обороны Эстонской ССР», реальные функции которой выполняло Министерство обороны СССР.

### Министерство обороны со времен независимости
После восстановления независимости Эстонии Министерство обороны было воссоздано Верховным Советом Эстонии в апреле 1992 года. Юрий Улуотс стал первым министром обороны недавно восстановленной республики. В стране остались около 10 тысяч советских офицеров и военных пенсионеров, а также члены их семей. 3 сентября 1991 года Верховный Совет Республики возобновил Вооружённые силы, а 13 апреля 1994 года — штабы ВВС и ВМС. В первые годы новообразованное министерство обороны занималось их материальным обеспечением, а также восстановлением инфраструктуры.

### Путь в НАТО
Сразу после восстановления независимости в 1991 году Эстония приняла участие в Римском саммите НАТО, во время которого был учрежден Совет североатлантической кооперации (англ. North Atlantic Cooperation Council, NACC), активным членом которого стала Республика.
В марте 1992 года генеральный секретарь НАТО Манфред Вернер впервые посетил Эстонию, а в ноябре президент Эстонской Республики Леннарт Мэри отправился в главную штаб-квартиру НАТО в Брюсселе, Бельгия.
В 1994 году была создана программа НАТО «Партнерство ради мира», основной целью которой предусматривалась помощь государствам-партнёрам в преобразовании их военного контингента, и уже 3 февраля того же года к новой программе присоединилась и Эстония. 31 августа того же года между президентами Эстонии и России, Леннартом Мэри и Борисом Ельциным были подписаны Июльские соглашения, согласно которым Россия окончательно вывела все свои войска с территории Эстонии, что положило конец 55-летнему непрерывному размещению иностранных войск на территории Республики.
Индивидуальное сотрудничество по линии Эстония—НАТО началось в июне 1995 года.
Затем в 1996 году Республика начинает подготовку к переговорам о присоединении в формате 16 + 1, а уже в мае того же года парламентом Рийгикогу был утвержден курс на вступление Эстонии в альянс и новые принципы государственной обороны, вслед за которыми начался процесс официальных переговоров по вступлению и проведению внутренних реформ с целью приведения законодательства под стандарты стран-членов НАТО — программа получила название «Интенсивный диалог по вопросам присоединения» (англ. Intensified Dialogue on the Questions of Membership).
Уже через год, в июне 1997 году представители Балтийских стран обратились с призывом к руководству НАТО с просьбой определить требования к странам-кандидатам и продолжить процесс добровольного присоединения новых членов. В мае же Совет североатлантической кооперации (англ. North Atlantic Cooperation Council, NACC) был заменён на Совет евроатлантического партнёрства (англ. Euro-Atlantic Partnership Council, EAPC), к которому присоединяется и Эстония.
На следующем саммите НАТО в 1999 году, состоявшемся в Вашингтоне, США, Эстонская Республика была официально признана одним из возможных кандидатов в члены Альянса, а уже в ноябре 2002, на Пражском саммите Эстонии, Болгарии, Литве, Латвии, Румынии, Словакии и Словении было отправлено приглашение о присоединении к НАТО. 26 марта 2003 года государства-члены НАТО подписали в Брюсселе протоколы к договору о присоединении Эстонии, Болгарии, Литвы, Латвии, Румынии, Словакии и Словении к Североатлантическому договору, который был ратифицирован 85 голосами ЗА Рийгикогу с рядом других государств, а 29 марта Эстония вместе с группой других государств вступила в Североатлантический Альянс и уже 2 апреля того же года в Брюсселе состоялась торжественная церемония принятия семи новых членов в НАТО. К Европейскому Союзу же государство присоединилось 1 мая 2004.
В 2010 году была утверждена Стратегия национальной обороны Эстонии, а в 2014 году был принят комплексный план развития национальной обороны на 2013-2022 годы, за которым последовал аналогичный план на 2017-2026 годы.
В июне 2016 года, из-за угрозы потенциальной российской агрессии, лидеры 28 стран-членов НАТО на встрече в верхах в Варшаве, Польша решили развернуть боевые группы Североатлантического альянса в Эстонии, Латвии, Литве и Польше из-за изменения среды безопасности, основной целью этих действий. демонстрация солидарности и укрепление независимой обороноспособности.

## Бюджет

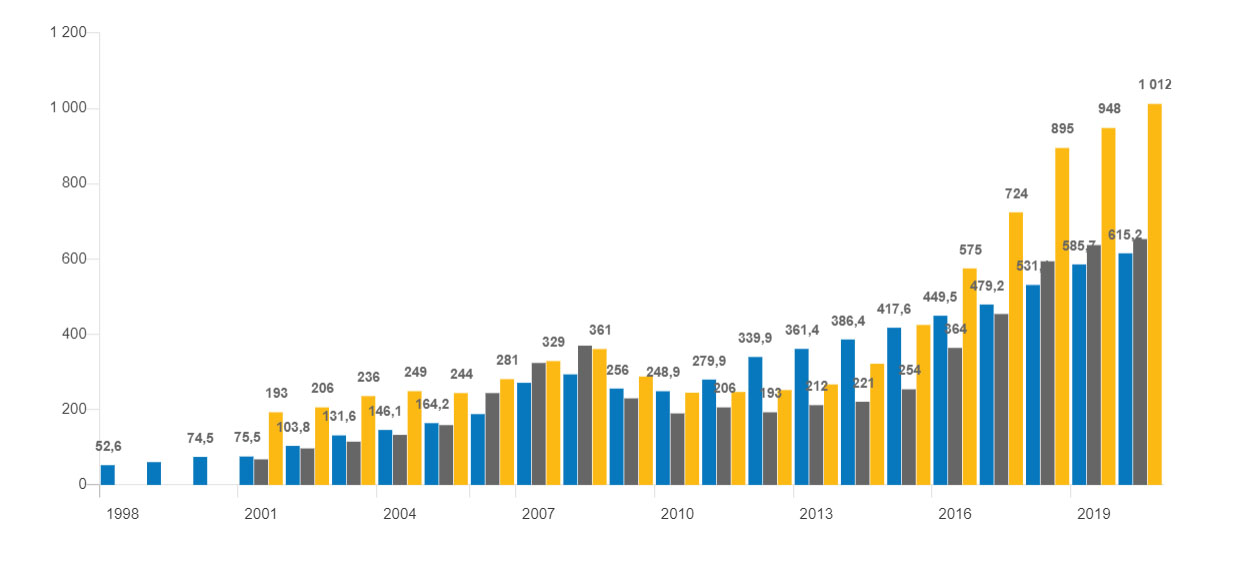
Сравнение оборонных бюджетов балтийских стран 1998-2019 (в млн. Евро)
Эстония
Литва
Латвия

Бюджет Министерства обороны Эстонии в 2021 году увеличился до 645.5 млн евро, что составляет 2.29% от прогнозируемого ВВП. Из них около 10 миллионов уйдет на содержание размещенных на территории союзников, а также около 20 млн составят дополнительные инвестиции в национальную оборону.
Финансирование оборонного ведомства осуществляется посредством его разделения на государственные программы:
- Независимая военная обороноспособность — основная часть бюджетных расходов; целью программы является предотвращение нападения и гарантия возможности защиты Эстонской Республики; состоит из девяти подпунктов реализации.
- Участие в коллективной обороне — целью программы является эффективная и безопасная коллективная оборона НАТО, а также её функционирование; включает участие в военных операциях и членство в международных организациях, а также регулирует пребывание союзных сил на территории.
- Разведка и раннее предупреждение.
- Развитие и поддержка оборонной политики — целью программы является координация направления политики правительства по поддержке обороноспособности, в частности, обеспечения общественной поддержки и ресурсов для создания и поддержки военного потенциала.

С 2012 года с целью постоянного поддержания устойчивости развития обороны Эстонии установлен минимальный размер оборонного бюджета, который составляет 2% от ВВП государства, а в 2015 году этот показатель впервые был превышен.
С 2014 года расходы на оборону состоят из двух частей: первая предполагает создание и поддержку независимого оборонного потенциала; вторая — выделение дополнительных средств в связи с увеличением присутствия контингента в Эстонии. Но с 2018 года к этим расходам был добавлен третий компонент — программа инвестиций в оборону, направленная на достижение запланированного развития критических возможностей как можно быстрее.

### Закупки
Все закупки на нужды военных органов и самого министерства обороны осуществляются через Государственный инвестиционный центр, который начал работу с 1 января 2017 года и функционирует на основе Закона о государственных закупках.

## Международное сотрудничество
Эстония поддерживает двусторонние отношения в сфере обороны и военного сотрудничества примерно с 35 странами Европы, Северной Америки и Азии. Военные атташе Эстонии предназначены в Финляндию, Францию, Грузию, Германию, Польшу, Швецию, Великобританию и США.

Карта участия Эстонии в международных военных операциях на 2021 год

Сферы сотрудничества со стратегическими партнёрами включают в себя активную координацию позиций оборонной политики и сотрудничество в таких областях, как операции, обучение, военное образование и закупки.
Эстонская Республика участвует во многих международных организациях и договорах. С 2004 года является членом НАТО и её безопасность гарантируется принципом коллективной защиты, согласно которой нападение на одно государство-член означает нападение на весь альянс. С того же года Эстония является членом Европейского Союза, и как член Союза, она связана с Европейским экономическим и правовым пространством, общей европейской внешней политикой и политикой безопасности и обороны, повышающими безопасность как в регионе Балтийского моря, так в Европе и мире в целом.
Кроме того, Эстония принимает участие в договоре Балтийского оборонного сотрудничества, основной функцией которого является охрана воздушных границ региона. А также республика участвует в нескольких международных соглашениях о контроле над вооружениями и выполняет другие международные обязательства по контролю над ними. Контроль осуществляется согласно руководящим принципам Организации Объединённых Наций (ООН) и Организации по безопасности и сотрудничеству в Европе (ОБСЕ).

### Участие в операциях
Эстонская Республика активно участвует в военных операциях за рубежом с момента участия в миссии Сил охраны ООН (UNPROFOR) в Хорватии в 1995 году, для этого используются отдельные представительства вооружённых сил, а первым боевым опытом эстонских военных стало вторжение коалиционных сил в Ирак в 2003 году. Решение об участии в международной военной операции принимает эстонский парламент Рийгикогу.
Эстонские военные были и остаются вовлечёнными в следующих операциях:
- Южно-Африканская Республика
  - EUFOR: май-август 2014; основное название сил быстрого реагирования Европейского союза, являющегося частью общей политики безопасности и обороны.
- Средиземное море
  - Океанский щит/Активные усилия: март-июнь 2013; операция НАТО направленная на борьбу с сомалийскими пиратами в Аденском заливе и вдоль берегов Африканского угла/операция НАТО, проводимая в Средиземном море с целью предотвращения передвижения террористов или оружия массового уничтожения.
  - Атланта: декабрь 2010-май 2013; август 2015—доныне; операция ЕС по борьбе с морским пиратством в районе Африканского рога и в западной части Индийского океана.
- Мали
  - Бархан: март 2015-доныне; операция возглавляемая французскими военными по борьбе с исламистскими группировками в африканском регионе Сахель.
  - MINUSMA[англ.]: сентябрь 2019—доныне; операция ООН по поддержанию мира в Мали.
  - EUTM[англ.]: август 2018-доныне; миссия ЕС, целью которой является обучение подразделений малийской армии и консультационная помощь.
- Ирак
  - Война в Ираке: июнь 2003—2009; вооружённый конфликт в Ираке, начавшийся с вторжения вооружённых сил международной коалиции под руководством Вооружённых сил США и Великобритании с целью свержения режима Саддама Хусейна.
  - Тренировочная миссия НАТО-Ирак[англ.]: февраль 2005—ноябрь 2011; октябрь 2010—доныне; совместное обучение стран-участниц НАТО, вооружённых сил Ирака и стран-партнёров.
  - Непреклонная решительность: август 2016—доныне; операция возглавляемая американскими военными по борьбе против Исламского государства.
- Северная Македония
  - EUFOR Concordia[англ.]: май-декабрь 2003; миротворческая миссия ЕС с целью наблюдения за выполнением Охридского соглашения, а также мирного урегулирования конфликта между правительством Македонии и этнической албанской общиной страны.
- Афганистан
  - ISAF: март 2003—декабрь 2014; коалиционная миссия по содействию безопасности и поддержанию мира и безопасности в Афганистане под руководством НАТО, учрежденная Советом Безопасности ООН.
  - Решительная поддержка: январь 2015—доныне; небоевая миссия НАТО по обучению и оказанию помощи правительственным силам Афганистана.
- Косово
  - KFOR: ноябрь 1999—октябрь 2018; миссия НАТО по содействию безопасности и стабильности в Косово.
- Израиль/Сирия
  - UNTSO[англ.]: март 1997—доныне; организация под руководством ООН для поддержания мира на Ближнем Востоке.
- Ливан
  - UNIFIL: декабрь 1996—май 1997; май 2015-доныне; миротворческая миссия ООН-НАТО для поддержания стабильности и безопасности.
- Босния и Герцеговина
  - IFOR / SFOR: апрель 1996—ноябрь 2004; миссии НАТО по содействию безопасности, стабильности и поддержанию мира в Боснии и Герцеговине.
  - EUFOR ALTHEA[англ.]: декабрь 2005—2011; операция в Боснии и Герцеговине для наблюдения за исполнением Дейтонских соглашений.
- Хорватия
  - UNPROFOR: март—октябрь 1995; миротворческая миссия ООН на территории стран бывшей Югославии.

## Здание
Здание министерства обороны Эстонии в здании №1 на улице Сакала  первоначально строилась для места собрания офицеров, где до этого были деревянные одноэтажные и двухэтажные жилые дома. В 1936 году Министерство обороны приобрело участки с этими домами за 172 000 крон и в 1939 году по проекту архитектора Эдгара-Йохана Куусика началось строительство.
В 1940 году правительство Иоганнеса Барбаруса собрало деньги для строительства колонны победы в войне за независимость Эстонии освоили на строительство данного дома.
Дом был окончательно достроен только в 1947 году. Богатый экстерьер был преобразован в советский, а вместо национальных символов (букетов с военными знаками) на крыше здания была установлена советская звезда.
Могучий эклектизм, который как архитектурный стиль здания выбрал Куусик, был очень близок сталинскому ампиру. Однако с точки зрения военной архитектуры — здание считалось удивительно веселым.
После восстановления независимости Эстонии в 1991 году здание некоторое время находилось в аренде разных неправительственных компаний, и только в 1995 году Министерство обороны переехало в это здание.
В 1997 году постановлением министра культуры здание объявлено памятником культурного наследия и занесено в реестр памятников культуры.

## Структура

Структура аппарата Министерства обороны Эстонии на 2020 год

Министерство обороны координирует свою деятельность со всеми собственными подразделениями и департаментами на этапе принятия решений, а основное руководство ведомством осуществляет Министр обороны и канцлер.
В сфере управления министерства обороны находятся :
- Силы обороны Эстонии
  - Армия обороны
  - Союз обороны
- Служба внешней разведки
- Агентство оборонных ресурсов
- Государственный центр оборонных инвестиций
- Совет по вопросам оборонных ресурсов
- Совет по внешней разведке
- Министерство координирует свою деятельность вооружёнными силами и другими органами, находящимися в составе министерства обороны на протяжении всего процесса принятия решений
- Министерство обороны разделено на зоны ответственности трёх заместителей министра
- Заместитель министра по вопросам оборонной политики отвечает за разработку концепции будущей национальной обороны Эстонии
- Заместитель министра по вопросам оборонного планирования отвечает за определение возможностей и бюджета, необходимых для реализации военной доктрины
- Заместитель министра по административным вопросам отвечает за поддержку всех процессов, происходящих в министерстве.

В аппарат министерства входят :
- Департамент по аудиту и развитию
- Департамент стратегических коммуникаций
- Департамент (отдел) кадров
- Департамент планирования политики
- Департамент оборонного планирования
- Департамент киберполитики
- Департамент НАТО и ЕС
- Департамент оборонного планирования
- Юридический департамент
- Департамент международного сотрудничества
- Департамент службы обороны
- Департамент безопасности и администрирования
- Департамент оборонных инвестиций
- Департамент делопроизводства

Дополнительные структуры в ведении министерства :
- Музей освободительной войны
- Центр реабилитации Сели

Учебные заведения:
- Высшие курсы национальной обороны
- Академия Сил обороны
- Балтийский оборонный колледж

### Вооружённые силы (Армия обороны)

Эмблема ВС Эстонии

Вооружённые силы или Армия обороны Эстонии (эст. Eesti Kaitsevägi) — основные военные силы Эстонской Республики, устанавливающие цели и принципы политики безопасности, а также определяют направление военной политики. Включают сухопутные, военно-воздушные и морские силы. Вместе с Союзом обороны Эстонии Армия обороны входит в состав объединённых Сил обороны Эстонии. Армия обороны Эстонии построена на принципе общей (коллективной) обороны, в её задачу входит сохранение суверенитета Эстонии, защита её территории, территориальных вод и воздушного пространства, неотделимой и неделимой целостности, конституционного порядка и общественной безопасности.
Функционирование Армии обороны Эстонии ведётся на принципах гражданского контроля и связано с демократической организацией государства. Демократически избранные и назначенные исполнительные органы принимают решение об использовании Армии обороны и определяют соответствующие цели, выделяют необходимые ресурсы и контролируют достижение целей. Осуществление принципов гражданского контроля гарантируется законодательством и возложено на парламент Рийгикогу, президента и правительство Республики. В военное время Армией обороны руководит главнокомандующий (председатель Генштаба), а возглавляет оборону государства Президент Республики. Под его председательством действует Государственный совет обороны в составе главы парламента, премьер-министра, командующего Армией обороны, министра обороны, министра внутренних дел и министра иностранных дел, а также других устанавливаемых законом о государственной обороне должностных лиц.

##### Призыв
Обязательная военная служба была введена в Эстонии в конце 1991 года сразу после восстановления независимости и создания новой армии. Согласно Конституции Эстонской Республики все физически и психически здоровые граждан мужского пола должны проходить обязательную службу в Силах обороны, а сроки начала срочной службы и численное распределение военнослужащих по разным местам несения службы определяется указом министра обороны Эстонии. Вооружённые силы Эстонии комплектуются в соответствии с Законом о военной службе и воинской обязанности. Юноши от 18 до 28 лет, не имеющие освобождения, а также являющиеся гражданами Республики, обязаны проходить 8-и или 11-месячную, в зависимости от образования и должности, предоставляемой Силами обороны призывнику, службу, но военнообязанными все мужчины в возрасте от 17 до 60 лет. Призыв на срочную службу проводится по территориальному принципу, а основной целью призыва является обучение резервных военизированных частей, необходимых для защиты территориальной целостности и независимости Эстонии и последующего отбора профессиональных военнослужащих среди них.

Эмблема союза обороны Эстонии

### Кайтселийт (Союз/лига обороны)
Кайтселийт или Союз обороны (эст. Eesti Kaitsevägi ) — унифицированное добровольческое военизированное формирование Эстонской Республики, является вспомогательным органом, в задачу которого входит сохранение независимости и суверенитета Эстонии, а также пропаганда этих целей среди населения. Организация разделена на 4 округа территориальной обороны, состоящие из 15 региональных подразделений Сил обороны, называемых малевами, зоны ответственности которых в основном совпадают с пределами уездов Эстонии. Лигу обороны Эстонии возглавляет командующий Союзом обороны, непосредственно подчиняющийся командующему Силами обороны и штаба Лиги обороны.

### Служба внешней разведки
Служба внешней разведки (эст. Välisluureamet) — основная разведывательная служба Эстонской Республики. Её главная функция состоит в сборе, анализе и представлении информации об угрозах внешней безопасности Эстонии, а также деятельности других стран и их интересах и передаёт эту информацию президенту, премьер-министру, министру обороны и генеральному штабу, а также министру внутренних дел и министру иностранных дел. Службу возглавляет генеральный директор Службы внешней разведки, а надзор за ним осуществляют Комитет по надзору за органами безопасности парламента Рийгикогу, Министерство обороны, канцлер юстиции и Государственное контрольно-ревизионное управление Эстонии.

### Департамент оборонных ресурсов
Агентство оборонных ресурсов (эст. Kaitseressursside Amet) — орган реализации поддержки обороноспособности вооружённых сил Эстонской Республики посредством учёта, оценки и отбора человеческих и материальных ресурсов: набора военнослужащих Сил обороны и предоставления обзора имеющихся в штате мобилизационных ресурсов.

### Центр оборонных инвестиций
Центр оборонных инвестиций (эст. Riigi Kaitseinvesteeringute Keskus) — государственное агентство Эстонской Республики, занимающееся военными закупками и недвижимым имуществом. Его основная функция состоит в поддержке развития национального потенциала посредством профессионально организованных закупок, развития инфраструктуры, административной деятельности и инвестиций. Центр производит закупки для Министерства обороны, Сил обороны и других военных государственных учреждений.

### Образование
Важной частью доктрины, военного развития и национальной защиты Эстонской Республики является военно-патриотическое образование. Образование в этих областях закладывает основу для понимания принципов национальной обороны Эстонии, формирует гражданское сознание и готовность защищать государство в случае необходимости. Соответствующей образовательной и просветительской работой занимаются действующие военнослужащие, офицеры запаса и чиновники Министерства обороны.
Кроме непосредственно просветительской деятельности, учебные заведения также получают дополнительное финансирование на проведение ознакомительных поездок и приобретение учебных пособий.
Обучение принципам национальной обороны преподавалось в эстонских школах и других учебных заведениях ещё до Второй мировой войны, а первые классы военного обучения и подготовки появились в октябре 1927 года. Во времена Эстонской ССР подобные уроки были заменены на аналогичные «социалистические», и образование в области национальной обороны начало возвращаться в местные учебные заведения только в 1990 году после восстановления независимости.

#### Высшие курсы национальной обороны
Высшие курсы национальной обороны (эст. Kõrgemad riigikaitsekursused) — курсы для представителей общественности, политиков, военнослужащих, деятелей культуры и других граждан Эстонии с целью повышения сотрудничества и социальной сплоченности государства в области защиты национальной безопасности. Заведение находится в городе Роост, в уезде Ляэнемаа. Курсы проходят два раза в год — весной и осенью. Продолжительность презентаций обычно составляет 30-40 минут, после чего следует 10-15-минутная сессия вопросов и ответов и небольшой перерыв.

#### Академия сил обороны
Академия Сил обороны (эст. Kaitseväe Akadeemia) — центр подготовки офицеров Вооружённых сил Эстонии. Состоит из базового курса подготовки — программы первого уровня с трёхлетним периодом обучения, курса повышения квалификации — второго уровня подготовки офицеров с двухлетним периодом обучения, курса старших штабных офицеров — третьего уровня подготовки с годовым периодом обучения, а также курса высшего офицерского состава — четвёртого уровня подготовки, проводимого совместно с представителями высшего офицерского состава в образовательных учреждениях союзников за границей. На базе академии был создан музей и библиотека, и, в частности, проводятся регулярные экскурсии для иностранных туристов. Заведение находится в городе Тарту, в Юрьевском уезде.

#### Балтийский оборонный колледж
Балтийский оборонный колледж (эст. Balti Kaitsekolledž — ведущий многонациональный военный колледж, основанный тремя странами Балтии 25 февраля 1999 года. Заведение находится в городе Тарту, в Юрьевском уезде. Служит центром стратегических и операционных исследований и предоставляет профессиональное военное образование офицерам среднего и высшего звена.

## Военные звания Эстонии
Военные звания Эстонской армии установлены и регламентируются Законом о военных знаках разрешения. Нынешняя эстонская система знаков различия является прямым потомком разных других мировых систем, использовавшихся в прошлом в Эстонских силах обороны. Некоторые из рангов восходят своим названием к периоду мировых войн, но большинство рангов эстонской армии были в большинстве случаев установлены со времён Эстонской войны за независимость 1920-х годов

## Руководство
Руководство министерства обороны Эстонии состоит из центрального руководства и заместителей министра

### Центральное руководство
- Министр обороны— Ханно Певкур;
- Канцлер — Кристиан Прикк[эст.]  .

### Заместители
- Заместитель министра по вопросам оборонной политики и международного сотрудничества — Кади Сильде;
- Заместитель министра по планированию национальной обороны и планированию оборонных инвестиций — Тийна Удеберг;
- Заместитель министра по вопросам координации, оборонной готовности и инвестиций — Милис Ойдсалу[эст.] ;
- Заместитель министра по юридическим вопросам, безопасности и информационным технологиям — Маргус Мэтт.

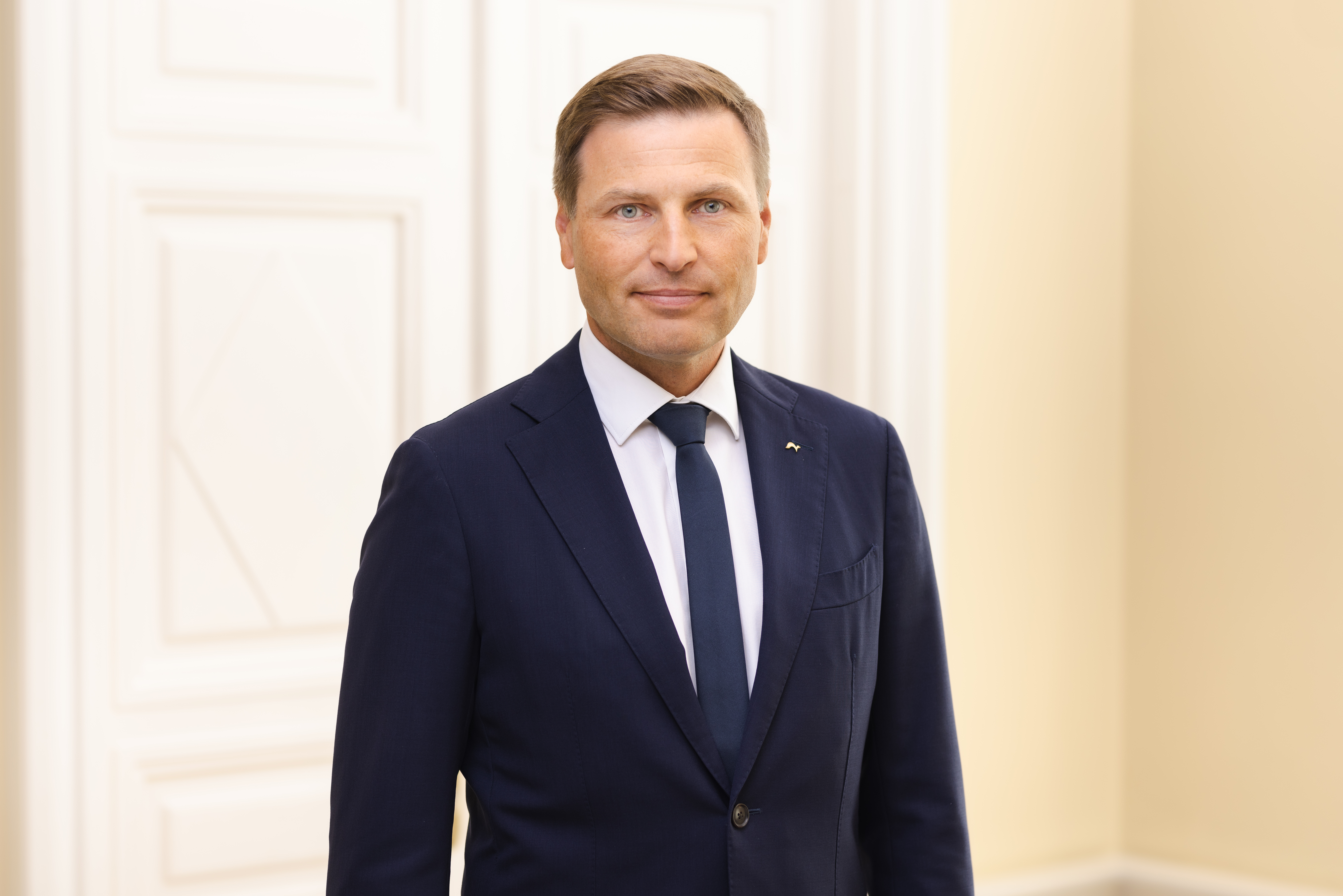
Действующий министр обороны Эстонии — Ханно Певкур

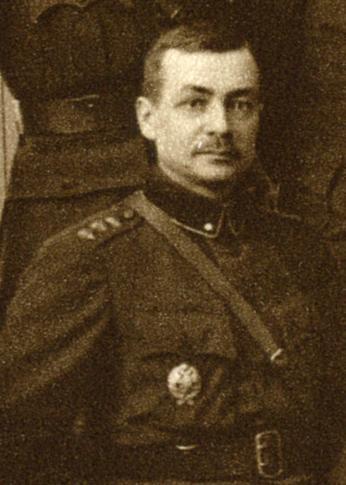
Первый министр обороны Эстонии — Андрес Ларка

### Список министров обороны со времен обновления независимости
| Имя                   | Срок полномочий                   | Партия                            |
| Уло Улуотс            | 18 июня — 21 октября 1992         | Народный фронт                    |
| Хайн Ребас            | 21 октября 1992 — 5 августа 1993  | Партия национальной независимости |
| Юри Луйк              | 23 августа 1993 — 8 ноября 1994   | Исамаалийт                        |
| Индрек Канник         | 7 января 1994 — 23 мая 1995       | Исамаалийт                        |
| Енн Тупп              | 28 июня 1994 — 17 апреля 1995     | Исамаалийт                        |
| Андрус Йовель         | 17 апреля 1995 — 25 марта 1999    | Коалиционная партия               |
| Юри Луйк (2-й раз)    | 25 марта 1999 — 28 января 2002    | Исамаалийт                        |
| Свен Миксер           | 28 января 2002 — 10 апреля 2003   | Центристская партия               |
| Маргус Хансон         | 10 апреля 2003 — 22 ноября 2004   | Партия реформ                     |
| Яак Йоерюут           | 22 ноября 2004 — 8 октября 2005   | Партия реформ                     |
| Юрген Лиги            | 10 октября 2005 — 5 апреля 2007   | Партия реформ                     |
| Яак Аавиксоо          | 5 апреля 2007 — 6 апреля 2011     | Отечество                         |
| Март Лаар             | 6 апреля 2011 — 14 мая 2012       | Отечество                         |
| Урмас Рейнсалу        | 14 мая 2012 — 26 марта 2014       | Отечество                         |
| Свен Миксер (2-й раз) | 26 марта 2014 — 14 сентября 2015  | Социал-демократическая партия     |
| Ханнес Хансо          | 14 сентября 2015 — 23 ноября 2016 | Социал-демократическая партия     |
| Маргус Тсахкна        | 23 ноября 2016 — 12 июня 2017     | Отечество                         |
| Юри Луйк (3-й раз)    | 12 июня — 26 января 2021          | Отечество                         |
| Калле Лаанет          | 26 января 2021 — 14 июля 2022     | Партия реформ                     |
| Ханно Певкур          | 18 июля 2022 —                    | Партия реформ                     |

## Функции руководства

### Министр обороны
Министр обороны является членом правительства Эстонии, которое руководит организацией национальной обороны страны. Он организует работу министерства обороны и принимает решения по вопросам, относящимся к сфере деятельности министерства. Кроме того, министр отчитывается перед правительством о деятельности министерства обороны и вносит предложения по решению вопросов, относящихся к сфере деятельности министерства.
Министр обороны назначает руководителей правительственных агентств, входящих в сферу управления министерства, а также заместителей министра обороны и руководителей департаментов, а также командующих вооружёнными силами и предлагает правительству назначать и снимать с должности командующего Армией обороны и главнокомандующего Генерального штаба.
Министр обороны предоставляет правительству предложения по бюджету министерства, и при необходимости — дополнительного бюджета. Он принимает решение об использовании бюджетных ресурсов и контролирует исполнение бюджета. На основании государственного бюджета министр также согласовывает бюджеты государственных органов, относящихся к сфере управления министерства.
Министр обороны принимает решение о формировании государственных учреждений, находящихся в ведении министерства, и утверждает их устав, структуру и организацию работы.

### Канцлер
Канцлер юстиции руководит работой структурных подразделений министерства и координирует деятельность государственных органов в сфере управления министерства обороны Эстонии, а также координирует процесс достижения стратегических целей.

## Доктрина
Базовые рамки организации национальной обороны определены Законом о национальной обороне. Наиболее важными документами, касающимися политики безопасности Эстонии являются Концепция национальной безопасности Эстонии, Стратегия национальной обороны, План развития национальной обороны, План действий о военной защите и План по чрезвычайным ситуациям. Также существуют дополнительные правила, регулирующие поддержку ветеранов и участие государства в оборонной промышленности.
Оборонная политика Эстонии направлена на предотвращение военных угроз и гарантирование того, что в случае необходимости Эстония сможет успешно защитить себя. Основа оборонной политики Эстонии — надёжное сдерживание. Оборонная политика направляет планирование, координацию и воплощение государственной обороны.
Оборонная политика включает:
- Подготовка к военной обороне Эстонии и коллективная оборона НАТО;
- Международное оборонное сотрудничество;
- Участие в международных военных операциях;
- Политика оборонной помощи;
- Оказание экстренной помощи гражданским структурам и выполнение других задач мирного времени.

Согласно комплексному подходу к национальной обороне, она разделена на шесть основных взаимосвязанных областей деятельности, имеющих определённые обязанности.

### Концепция национальной безопасности
Концепция национальной безопасности Эстонии устанавливает цели и принципы политики безопасности Эстонии, описывает среду безопасности и определяет направление национальной политики Эстонии. Цель концепции — защита существования Эстонского государства и его народа. Политика безопасности Эстонии основана на широкой концепции безопасности, которая предполагает участие всех слоев общества, а также интеграцию с НАТО и ЕС. Она пересматривается правительством Эстонии в соответствии с изменениями в среде безопасности.

### Стратегия национальной безопасности
Стратегия национальной безопасности Эстонии основывается на Концепции национальной безопасности Эстонии и служит основой детального развития и планов действий. Документ подлежит пересмотру каждые четыре года .

### План действий военной обороны
В плане действий военной обороны Эстонии излагаются мероприятия по реализациям Плана развития военной обороны с учётом мер, основанных на организационной целесообразности и обеспеченных ресурсами, отвечающих требованиям для планов развития, установленных Законом о государственном бюджете.
План действий по военной обороне устанавливается министром обороны сроком четыре года и ежегодно пересматривается.

### Национальный план военной обороны
Оперативный план военной национальной обороны Эстонии описывает выполнение военных задач национальной обороны с имеющимся военным потенциалом в соответствии с целями, поставленными в стратегии национальной обороны.
Оперативный план оборонных мер устанавливается командующим Армией обороны по согласованию с министром обороны сроком в год.

## Задания и функции

### Общие
- Разработка генерального плана национальной обороны Эстонии.
- Организация интернационального сотрудничества.
- Подготовка и организация мобилизации и армейского призыва.
- Организация, учёт и подготовка резерва вооружённых сил Эстонии.
- Финансирование и оснащение вооружённых сил и союза обороны Эстонии.
- Развитие и улучшение оборонной индустрии.
- Контроль за деятельностью вооружённых сил и союза обороны Эстонии.
- Подготовка проектов соответствующего законодательства.

Основные рамки организации национальной обороны определяются Законом Республики Эстония о национальной обороне.
Есть также дополнительные законодательные акты, регулирующие оказание поддержки ветеранам и роли страны в оборонной индустрии.

### Обязанности Президента Республики
- Согласно конституции Эстонской Республики Президент республики является верховным главнокомандующим вооружёнными силами Эстонии[72].
- Президент Республики вносит в парламент Рийгикогу предложение об объявлении войны, мобилизации, демобилизации и чрезвычайном положении.
- В случае агрессии против Эстонской Республики Президент имеет право объявить о мобилизации и о введении военного положения не дожидаясь решения Рийгикогу.
- Совет национальной безопасности и обороны является консультативным органом при Президенте республики, обсуждающим вопросы, важные с точки зрения национальной обороны.

### Функции парламента Рийгикогу
- Рийгикогу по предложению Президента республики Эстония объявляет чрезвычайное положение, военное положение, мобилизацию, демобилизацию и одобряет изменение степени военной готовности[72].
- По предложению правительства республики Рийгикогу утверждает основы политики безопасности, являющейся основным документом для планирования целей, принципов и направлений безопасности Эстонии и национальной обороны.
- Рийгикогу утверждает государственный бюджет, в том числе бюджет Министерства обороны.
- Рийгикогу принимает решение об участии сил обороны в международных военных операциях.
- Комитет национальной обороны Рийгикогу рассматривает законопроекты, касающиеся национальной безопасности и национальной обороны, а пленарное собрание Рийгикогу принимает их. Комитет национальной обороны имеет право высказывать мнения о других основных национальных оборонных планах и кандидатурах командующего вооружёнными силами.

### Функции правительства республики
- Правительство республики Эстония координирует и направляет национальную оборонную деятельность, включая планы реализации широкого подхода к национальной обороне[72].
- По предложению министра обороны правительство утверждает стратегию национальной обороны и план развития национальной обороны, которые являются иными важными планами национальной обороны после основ политики безопасности.
- Правительство назначает и освобождает от должности командующего вооружёнными силами.
- В случае угрозы государству правительство республики принимает решение об изменении уровня военной готовности по предложению министра обороны, но оно также должно быть одобрено Рийгикогу.
- Правительство Республики содержит комитет по государственной безопасности, состоящий из шести министров, анализирующий и оценивающий ситуацию с безопасностью в стране.

### Задачи министерства обороны
- Министерство обороны отвечает за организацию военной обороны страны и за поддержку гражданского сектора военной обороны[72].
- Министерство готовит законопроекты, касающиеся национальной безопасности и национальной обороны.
- Министр обороны вносит предложения правительства республики о назначении и смещении с должности командующего вооружёнными силами.

### Задачи вооружённых сил и союза обороны
- Вооружённые силы являются государственным органом, основной задачей которого является военная защита государства и участие в коллективной самообороне[72].
- Командование вооружёнными силами осуществляет руководство обороны как в мирное, так и военное время.
- Союз обороны является добровольным юридическим лицом публичного права, одной из основных задач которого является подготовка военного потенциала страны. Союз обороны возглавляет командующий союзом обороны и министр обороны Республики Эстония.

### Задание закона о национальной обороне
- Закон о национальной обороне устанавливает правовую основу для эффективного реагирования на угрозы, угрожающие стране, при необходимости[64].
- Закон является основой для реализации системы национальной обороны, вытекающей из «Стратегии национальной обороны», согласно которой системы управления в мирное и военное время схожи, а также для реализации принципа «широкого понимания» национальной обороны. Согласно закону, национальная военная оборона, сфера управления всех министерств, участие общества в национальной обороне, а также защита населения государства интегрированы в национальную оборону.

## Инциденты
11 августа 2011 около 15:00 часов по местному времени (EEST) армянином Кареном Драмбяном, который имел гражданство Республики, было совершено нападение на здание министерства обороны Эстонии, при этом он отметил, что не планирует стрелять в безоружных людей. К моменту нападения министра обороны Марта Лаара не было в здании ведомства. Вооружённый пистолетом и пакетами со взрывчаткой он ворвался в здание, где захватил двух заложников из частей Кайтселийта из службы безопасности ведомства, которых он удерживал в течение нескольких часов. По данным прокуратуры, нападающий также применил взрывчатку и дымовую шашку. В ходе нападения он использовал около 10-15 взрывоопасных пакетов и не более 100 патронов. Кроме настоящих упаковок со взрывчаткой, у него были также и самодельные имитации. Из-за закрытия ворот безопасности Драмбян не мог пройти за пределы вестибюля, комнаты охраны и одного из крыльев коридора первого этажа. Следующие два часа он провел один в помещении отдела кадров, где также произошла перестрелка с полицией, в ходе которой он был застрелен, получив несколько пулевых ранений. Никто, кроме Драмбяна, серьёзно не пострадал, полицейские-участники штурма получили лишь незначительные травмы.